# The Miskolc Experience
The Miskolc Experience – album koncertowy szwedzkiego zespołu metalowego Therion, wydany w czerwcu 2009 roku.

## Płyta pierwsza –Classical Adventures
1. Clavicula Nox – 10:34
2. Dvorak: Excerpt from Symphony no. 9 – 02:04
3. Verdi: Vedi! le fosche notturne spotigle from Il Trovatore – 02:45
4. Mozart: "Dies Irae" from Requiem – 01:59
5. Saint-Saëns: Excerpt from Symphony No. 3 – 02:14
6. Wagner: "Notung! Notung! Niedliches Schwert!" from The Ring – 07:10
7. Wagner: Excerpt from the Overture from Rienzi – 03:12
8. Wagner: Second part of "Der Tag ist da" from Rienzi – 07:17
9. Wagner: First part of "Herbei! Herbei!" from Rienzi – 01:47

## Płyta druga –Therion Songs
1. Blood of Kingu – 05:53
2. Sirius B – 03:51
3. Lemuria – 04:22
4. Eternal Return – 07:21
5. Draconian Trilogy – 08:37
6. Schwarzalbenheim – 05:28
7. Via Nocturna – 09:43
8. The Rise Of Sodom And Gomorrah – 06:54
9. Grand Finale – 04:23

## DVD

### Nagrania koncertowe
1. Clavicula Nox
2. Dvorak: Excerpt from Symphony no. 9
3. Verdi: Vedi! le fosche notturne spotigle from Il Trovatore
4. Mozart: "Dies Irae" from Requiem
5. Saint-Saëns: Excerpt from Symphony No. 3
6. Wagner: "Notung! Notung! Niedliches Schwert!" from The Ring
7. Wagner: Excerpt from the Overture from Rienzi
8. Wagner: Second part of "Der Tag ist da" from Rienzi
9. Wagner: First part of "Herbei! Herbei!" from Rienzi
10. Blood of Kingu
11. Sirius B
12. Lemuria
13. Eternal Return
14. Draconian Trilogy
15. Schwarzalbenheim
16. Via Nocturna
17. The Rise Of Sodom And Gomorrah
18. Grand Finale

### Dodatki
1. Documentary
2. Therion Goes Classic – Bucharest 2006